# Liste von Bezeichnungen für Haus- und Wildtiere
Diese Liste der Bezeichnungen für Haus- und Wildtiere enthält Tierbezeichnungen für Haus-, Nutz- und einige Wildtiere, unterschieden nach Geschlecht, Alter, Fortpflanzungsfähigkeit und anderen Kategorien; teils werden die Namen von einer Grundform abgeleitet (siehe auch Geschlechtsspezifisch abgeleitete Tierbezeichnungen).

## Bezeichnungen für Haus- und Wildtiere
| Tier                                            | Männchen ♂                              | Weibchen ♀                                                      | Junges ○                                      | kastriert (♂,♀)                                           | Fuß                                   | Tiergruppe                          | Weiteres, Bemerkung |
| ----------------------------------------------- | --------------------------------------- | --------------------------------------------------------------- | --------------------------------------------- | --------------------------------------------------------- | ------------------------------------- | ----------------------------------- | --- |
| Bienen                                          | Drohne                                  | Arbeiterin                                                      | Larve                                         |                                                           |                                       | Bien, Staat (Eusozialität), Schwarm | Königin, Weisel (Fortpflanzungsfähiges ♀) |
| Elche A1                                        | Bulle (Elchbulle); Schaufler, Stangler  | Kuh (Elchkuh); Elchtier                                         | Kalb, Elchkalb                                |                                                           | Klaue                                 | Rudel                               | |
| Enten A5                                        | Erpel, Enterich                         | Ente                                                            | Kü(c)ken/Küchlein                             |                                                           |                                       | Schoof                              | |
| Esel A2, insb. Hausesel                         | Hengst                                  | Stute                                                           | Fohlen                                        | Wallach (♂), veraltet Macker, Knilch (landschaftlich) (♂) | Huf                                   |                                     | wie Pferde |
| Fische, insb. Knochenfische                     | Milchner                                | Rogner                                                          | Larve                                         |                                                           |                                       | Schwarm                             | Larve: nur bis zur Metamorphose, siehe Fortpflanzungsbiologie bei Knochenfischen |
| Gämse A1                                        | Bock, Gamsbock                          | Geiß                                                            | Kitz                                          |                                                           | Klaue                                 |                                     | |
| Gänse, insb. Hausgans                           | Gänserich, Ganser, Ganterich, Ganter    | Gans                                                            | Kü(c)ken/Küchlein, Gössel                     |                                                           |                                       | Schoof                              | dialektal für Gössel: Gänsel |
| Hasen, einschl. Kaninchen                       | Rammler, Bock                           | Zibbe                                                           | Welpe                                         |                                                           | Pfote                                 | Horde, Kolonie (bei Kaninchen)      | |
| Hirsche, Echte A1                               | Bulle                                   | Hinde, Hindin, Hirschkuh, Tier                                  | Kalb                                          |                                                           | Klaue                                 | Rudel                               | Anzahl mit Zusatz -ender: Altersangabe der ♂ nach dem Geweih; Mönch: Jg. geweihloser ♂ Hirsch; Tier: vgl. englisch deer ‚Hirsch, Reh‘ – Jg. präzise Rottier (Rothirsch), Damtier (Damhirsch); Alttier Jg. Muttertier, Schmaltier Jg. ♀ vor dem ersten Wurf; Kalb: Jg. bis Martinstag oder Silvester |
| Hunde und diverse Marderartige A3               | Rüde                                    | Hündin A4, Zauche, Fähe A8                                      | Welpe                                         |                                                           | Pfote                                 | Meute, Rudel (vor allem bei Wölfen) | |
| Hühner einschl. Haushuhn A6                     | Hahn A6, Gockel (nur Haushuhn)          | Huhn, Henne                                                     | Kü(c)ken/Küchlein                             | Kapaun, Kapphahn (♂, nur Haushuhn)                        | Kralle                                | Schar, Herde                        | Haushuhn: Glucke ♀ mit ○ Truthuhn auch Puter ♂ Pute ♀ dialektal für Küken: Pipperl, Wuserl, Puserl, Singerl, Hünkel/Hinkel Poularde (♀ nicht geschlechtsreifes Haushuhn) |
| Katzen: Kleinkatzen, insb. Hauskatze            | Kater, Katzer                           | Katze, Kätzin                                                   | Junge, Katzenjunges, Kätzchen, Welpe          |                                                           | Pfote Wildkatze und Luchs: Jg. Waffe, |                                     | Wildkatze und Luchs: Jg. Kuder ♂, dialektal für „weibl. Katze“: Käterin; Kätzin (verbreitet in Niederpfalz und nördliche Vorderpfalz) |
| Meerschweinchen                                 | Bock                                    | Sau                                                             | Welpe                                         |                                                           |                                       |                                     | |
| Murmeltier                                      | Bär                                     | Katz(e)                                                         | Affe                                          |                                                           |                                       | Kolonie (artabhängig)               | |
| Pferde A2, insb. Hauspferd                      | Hengst                                  | Stute                                                           | Fohlen, Füllen                                | Wallach (♂)                                               | Huf                                   | Herde                               | Jährling (einjähriges ○) , Absetzer (von der Mutter entwöhntes ○) |
| Rehe A1                                         | Bock, Rehbock                           | Ricke, Geiß                                                     | Kitz                                          |                                                           | Klaue                                 | Sprung                              | Kitz: vgl. englisch kid; Jährling: Einjähriger Rehbock |
| Rinder A1                                       | Bulle, Stier                            | Kuh                                                             | Kalb                                          | Ochse (♂); Schnitzkalbin (♀)                              | Klaue                                 | Herde                               | Hausrind (siehe dort zu Details): Kuh fachlich erst nach dem ersten Wurf: Mutterkuh beim Säugen, Milchkuh in verlängerter Melkzeit; Färse, auch Sterke/Starke, Kalbin, Queen(e), Gusti: unreifes ♀ über einem Jahr; Mastkuh: ♀ ganz ohne ○; Jungstier/Jungbulle: ♂ über einem Jahr bis zur Reife, später Mastbulle oder Zuchtbulle, auch Hage/Häge(l), Farre(n), Fasel, Muni ○ unter 1 Jahr ♀Kaibl, Schumpen |
| Schafe, insb. Hausschaf und Mufflon             | Bock, Widder                            | Au, Aue, Zibbe                                                  | Lamm                                          | Hammel, Schöps (♂)                                        | Klaue                                 | Herde                               | Hausschaf: Milchlamm (○ 8 Wochen bis 6 Monate), Mastlamm (○ bis zu 1 Jahr); dann auch Jährling, Zutreter; adulte ♀ auch analog Rind (Mutter-, Milch-, Mastschaf) |
| Schwein (Hausschwein)                           | Eber, Saubär                            | Sau                                                             | Ferkel                                        | Altschneider, Borg, Kunze, Pölk (♂)                       | Klaue                                 |                                     | Borg resp. Altschneider je nach Zeitpunkt der Kastration. |
| Wale A1                                         | Bulle                                   | Kuh                                                             | Kalb                                          |                                                           |                                       | Schule                              | |
| kleine Vögel (besonders Wachteln und Drosseln)  |                                         | Jg. Sicke                                                       |                                               |                                                           |                                       | Schar                               | |
| Wildschwein, Jg. Sau/Wildsau A7 Jg. Schwarzwild | Keiler                                  | Bache (Jg. ab dem 3. Lebensjahr)                                | Frischling, Überläufer (Jg. im 2. Lebensjahr) |                                                           | Klaue                                 | Rotte (Jg.)                         | Basse (Jg. starker, alter Keiler); Frischling: ○ bis 12 Monate, Überläufer: ○ 12 bis 24 Monate |
| Ziegen A1, einschließlich Steinbock A7          | Bock (insb. Geißbock bei der Hausziege) | Geiß (insb. Steingeiß beim Steinbock), Zicke, Zibbe (Hausziege) | Kitz, Zicklein                                | Mönch (♂ bei der Hausziege)                               | Klaue                                 | Herde                               | |